# Süchbátaryn Jandžmá
Süchbátaryn Jandžmá (cyrilicí Сүхбаатарын Янжмаа), rozená Nemendejen Jandžmá (cyrilicí Нэмэндэен Янжмаа), (15. února 1893 – 1. května 1962) byla mongolská politička a žena revolucionáře Süchbátara.
Jandžmá vykonávala drobné úkoly v revoluční skupině manžela. Po předčasné smrti Süchbátara přijala místo patronymického Nemendejen nové jméno Süchbátaryn a začal se výrazněji politicky profilovat. V roce 1924 vstoupil do Mongolské lidové strany, v letech 1927–1930 navštěvovala Komunistickou univerzitu pracujících východu v Moskvě (kde se školily perspektivní prosovětské kádry z asijských oblastí). Léta byla členkou prezidia Malého churalu, v letech 1950–1962 byla poslankyní Velkého lidového churalu a po smrti G. Bumcenda v roce 1953 byla necelý rok úřadující předsedkyní prezidia Velkého lidového churalu (což byla hlava státu, to činí Jandžmá jednu z prvních nedědičných hlav států ženského pohlaví – po Chertek Ančimaa-Toka v Tuvě a před demokraticky zvolenou Vigdís Finnbogadóttir). Věnovala se ženské otázce, mimo jiné v roce 1945 zvolena do Mezinárodní demokratické federace žen.